# Look Hear?
Look Hear? of Are You Normal is een studioalbum van 10cc uit 1980. Het album bevat de gewoonlijke 10cc-muziek van de jaren daarvoor, maar het album maakte een wat uitgebluste indruk. De meeste nummers zijn rechttoe rechtaan, de invloed van progressieve rock van de jaren daarvoor is geheel verdwenen. Van het album werden twee singles gehaald, die ook geen succes hadden in Nederland. Het album is opgenomen in de Strawberry Studio South in Dorking. Wat opvalt, is dat op het album soms teruggekeken wordt op het vorige album. In een van de tracks wordt Dreadlock Holiday aangehaald, een andere track heet Lovers Anonymous, een gedeeltelijke verwijzing naar The Anonymous Alcoholic.

## Musici
De musici werden opnieuw per lied weergegeven, hieronder een grove indeling:
- Eric Stewart – zang, gitaar, piano, elektrische piano
- Graham Gouldman – zang, basgitaar, akoestische gitaar
- Rick Fenn – elektrische gitaar, toetsinstrumenten, achtergrondzang, eerste stem in Don't Send We Back
- Duncan Mackay – toetsinstrumenten
- Stuart Tosh, Paul Burgess – drums, percussie, achtergrondzang

## Muziek
| Nr. | Titel                                           | Duur |
| --- | ----------------------------------------------- | ---- |
| 1.  | One Two Five (Stewart, Gouldman)                | 5:21 |
| 2.  | Welcome to the World (Fenn, Mackay)             | 3:43 |
| 3.  | How I'm Ever Gonna Say Goodbye (Fenn, Gouldman) | 3:38 |
| 4.  | Don't Send We Back (Fenn)                       | 3:20 |
| 5.  | I Took You Home (Stewart)                       | 5:18 |

| Nr. | Titel                                        | Duur |
| --- | -------------------------------------------- | ---- |
| 1.  | It Doesn't Matter at All (Gouldman, Stewart) | 4:01 |
| 2.  | Dressed to Kill (Gouldman, Stewart)          | 3:26 |
| 3.  | Lovers Anonymous (Gouldman, Stewart)         | 5:06 |
| 4.  | I Hate to Eat Alone (Gouldman, Stewart)      | 2:57 |
| 5.  | Strange Lover (Gouldman, Stewart)            | 3:44 |
| 6.  | L.A. Inflatable (Gouldman, Stewart)          | 4:32 |

## Hoes
Het album heeft een tweetal hoezen; de Verenigde Staten hadden een andere hoes dan de persing elders in de wereld. Op beide hoezen is duidelijk een vraagteken achter Look Hear te zien. Bij de eerste cd-persing (1989) ontbrak het vraagteken zowel op de hoes als op de rug. De Amerikaanse versie liet een schaap op een zitbank zien; een inschuifformulier van die hoes zat in de hoes van de Europese versie.

## Hitlijsten
Het album haalde “slechts” plaats 35 in de Britse albumlijsten, in de Verenigde Staten slechts een plaats 180. In Nederland haalde het de 18e plaats.

## Hitnotering

### NederlandseAlbum Top 100
| Hitnotering: 12-04-1980 t/m 31-05-1980 | Hitnotering: 12-04-1980 t/m 31-05-1980 | Hitnotering: 12-04-1980 t/m 31-05-1980 | Hitnotering: 12-04-1980 t/m 31-05-1980 | Hitnotering: 12-04-1980 t/m 31-05-1980 | Hitnotering: 12-04-1980 t/m 31-05-1980 | Hitnotering: 12-04-1980 t/m 31-05-1980 | Hitnotering: 12-04-1980 t/m 31-05-1980 | Hitnotering: 12-04-1980 t/m 31-05-1980 | Hitnotering: 12-04-1980 t/m 31-05-1980 |
| Week                                   | 01                                     | 02                                     | 03                                     | 04                                     | 05                                     | 06                                     | 07                                     | 08                                     |                                        |
| -------------------------------------- | -------------------------------------- | -------------------------------------- | -------------------------------------- | -------------------------------------- | -------------------------------------- | -------------------------------------- | -------------------------------------- | -------------------------------------- | -------------------------------------- |
| Nummer                                 | 31                                     | 22                                     | 18                                     | 18                                     | 20                                     | 33                                     | 35                                     | 47                                     | uit                                    |

Graham Gouldman · Eric Stewart · Kevin Godley · Lol Creme

Paul Burgess · Rick Fenn · Stuart Tosh · Duncan Mackay · Tony O'Malley